# Îles Dinagat
Les îles Dinagat (en anglais Dinagat Islands) sont une province de l'Est des Philippines appartenant à la région de Caraga. Elles sont situées au nord de l'île de Mindanao, en mer des Philippines.
Elles faisaient partie du premier district de la province du Surigao du Nord jusqu'à ce qu'elles deviennent une province séparée le 2 décembre 2006 selon la loi de la république n° 9355 sur la Charte de la province des îles Dinagat. C'était alors la 81e province créée : elle est redevenue la 80e province lorsque la Cour suprême des Philippines a annulé la création de la province Shariff Kabunsuan le 17 juillet 2008.

## Villes et municipalités
Municipalités
- Basilisa
- Cagdianao
- Dinagat
- Libjo
- Loreto
- San Jose
- Tubajon

## Annexe